# フェリペ・デルメストレ
フェリペ・デルメストレ（Felipe del Mestre、1993年9月25日 - ）は、アルゼンチンのラグビー選手。

## プロフィール
- アルゼンチン出身[1]。
- ポジションはセンター(CTB)、フルバック(FB)。
- 身長 186cm、体重 87kg

## 略歴
2021年、東京五輪の7人制アルゼンチン代表に選ばれ、銅メダル獲得。